# 1322 – Die Schlacht bei Ampfing

Logo des Freilichttheaters (2022)

1322 – Die Schlacht bei Ampfing ist ein historisches Freilicht-Theaterstück. Nach der Erstaufführung als Bühnenfestspiel 1922 in Ampfing wurde es 1988 zur 1200-Jahr-Feier des Ortes und erneut 2022 zum 700-jährigen Jubiläum der Schlacht wiederholt. In einer drei Stunden dauernden Aufführung stellten die Dorfbewohner die Legende um die letzte Ritterschlacht ohne Feuerwaffen zwischen dem Wittelsbacher Ludwig und seinem Widersacher Friedrich von Habsburg dar.

## Aufführungsgeschichte

### 1922: Die Kaiserschlacht bei Ampfing

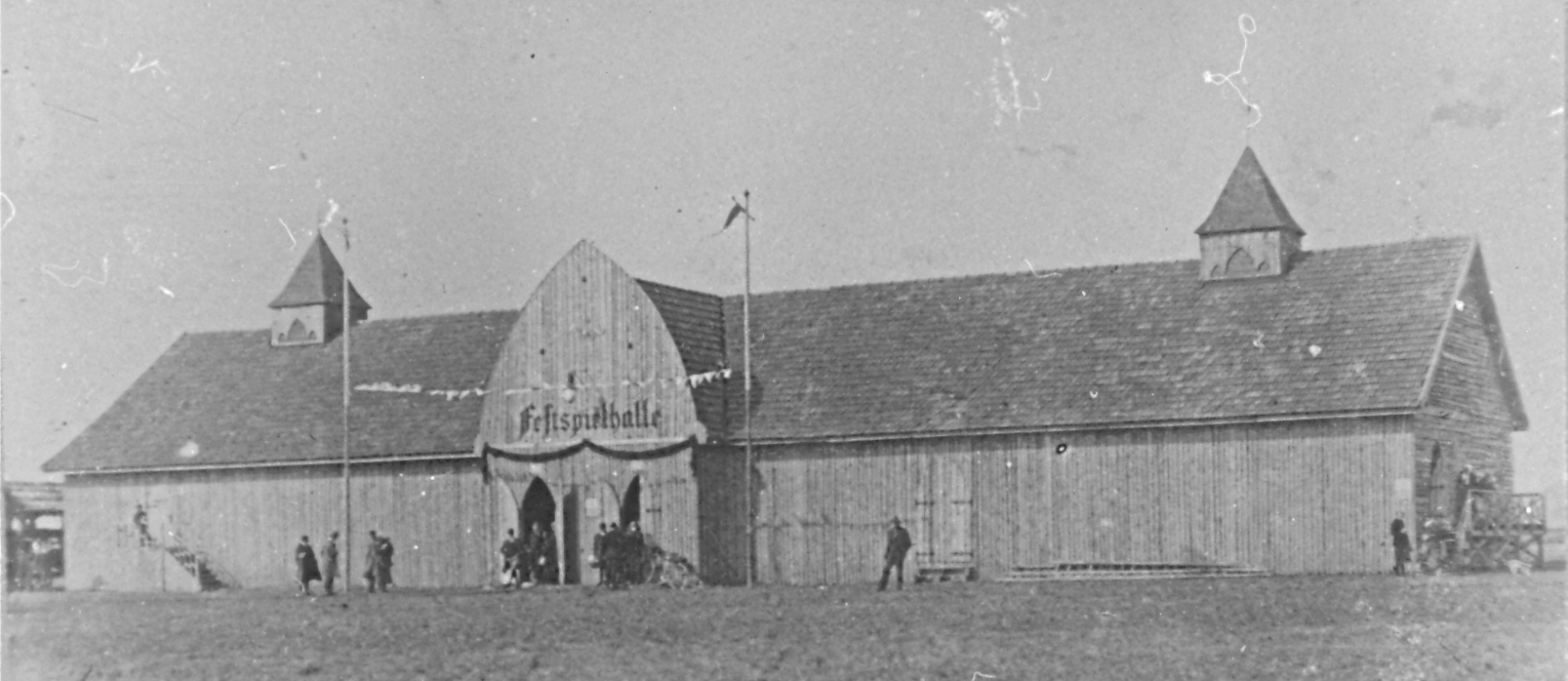
Festspielhalle mit gotischen Stilelementen, 1922 eigens für die Aufführung des Theaterstücks errichtet.

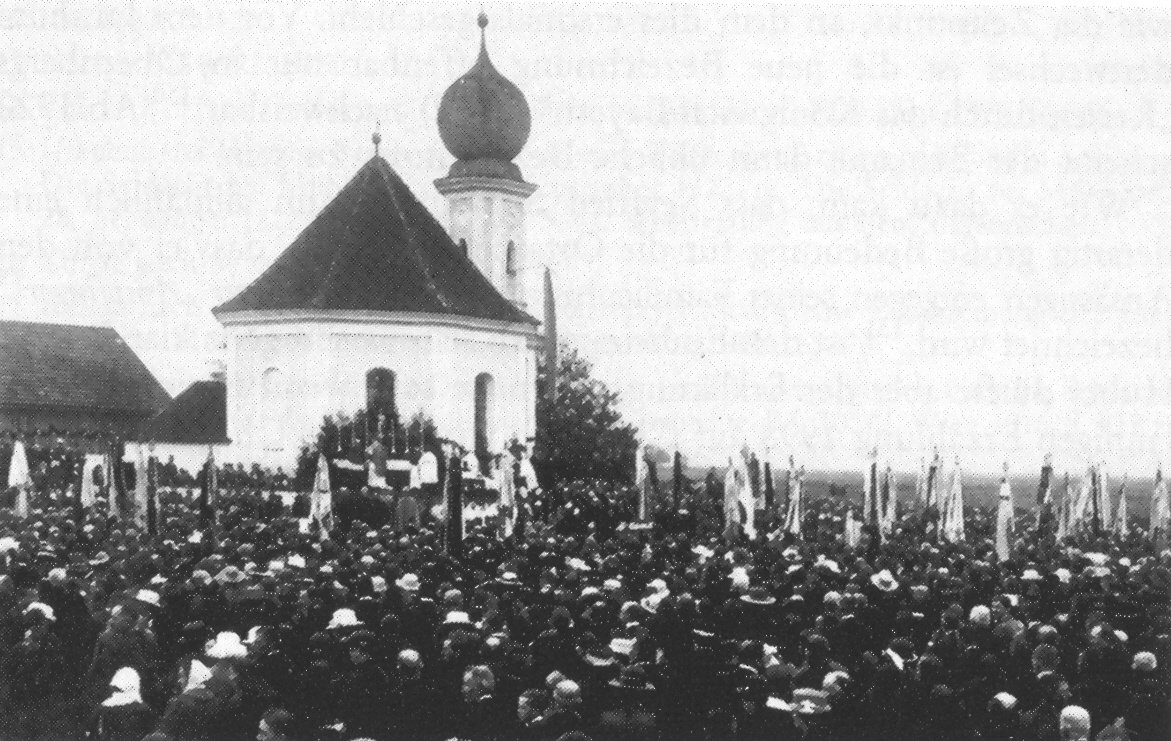
Gedenkgottesdienst an der Schweppermannkapelle in Wimpasing, heute Ortsteil von Ampfing.

Im Zuge der 600jährigen Gedenkfeier der Schlacht bei Ampfing entschied das Ampfinger Festkomitee unter der Leitung des Tierarztes Martin Hempfer, ein Theaterstück mit dem Titel Die Kaiserschlacht bei Ampfing ins Zentrum der Feierlichkeiten zu stellen. Ähnliche Bühnenstücke hatten in der Region große Tradition. 1895 wurde in Kraiburg am Inn mehrere Jahre erfolgreich ein Stück zu dem Thema aufgeführt, zuvor schon 1856 in Buchbach. Beauftragt wurde diesmal der Münchner Lehrer Fritz Hacker, der unter anderem das Festspiel Ludwig der Bayer und Friedrich der Schöne von Österreich in Trausnitz geschrieben hatte. Hacker schildert die Situation in den beiden gegnerischen Lagern, die Schlacht in ihrem Verlauf samt der Gefangennahme Friedrichs sowie schließlich das berühmte „Eiermahl“ und den Triumph der Bayern nach dem Sieg. Das Stück umfasst fünf Akte und einen Zwischenakt. In letzterem wird das Dahinscheiden von Kriegern dramatisch aufbereitet. In das Festspiel sind Lieder, Chöre, „Melodramen“ sowie Musikstücke eingearbeitet, die gleichfalls vom Verfasser stammen und vom Ausbildungs-Bataillon 19 in Landshut aufgeführt wurden. Die dazugehörigen Noten sind bis heute verschollen. Hacker hat sich intensiv mit der geschichtlichen Materie auseinandergesetzt, was die ebenfalls von ihm verfasste Festschrift Die Kaiserschlacht bei Ampfing am 28. September 1922, ihr Anlass, ihr Verlauf, ihre Folgen beweist.

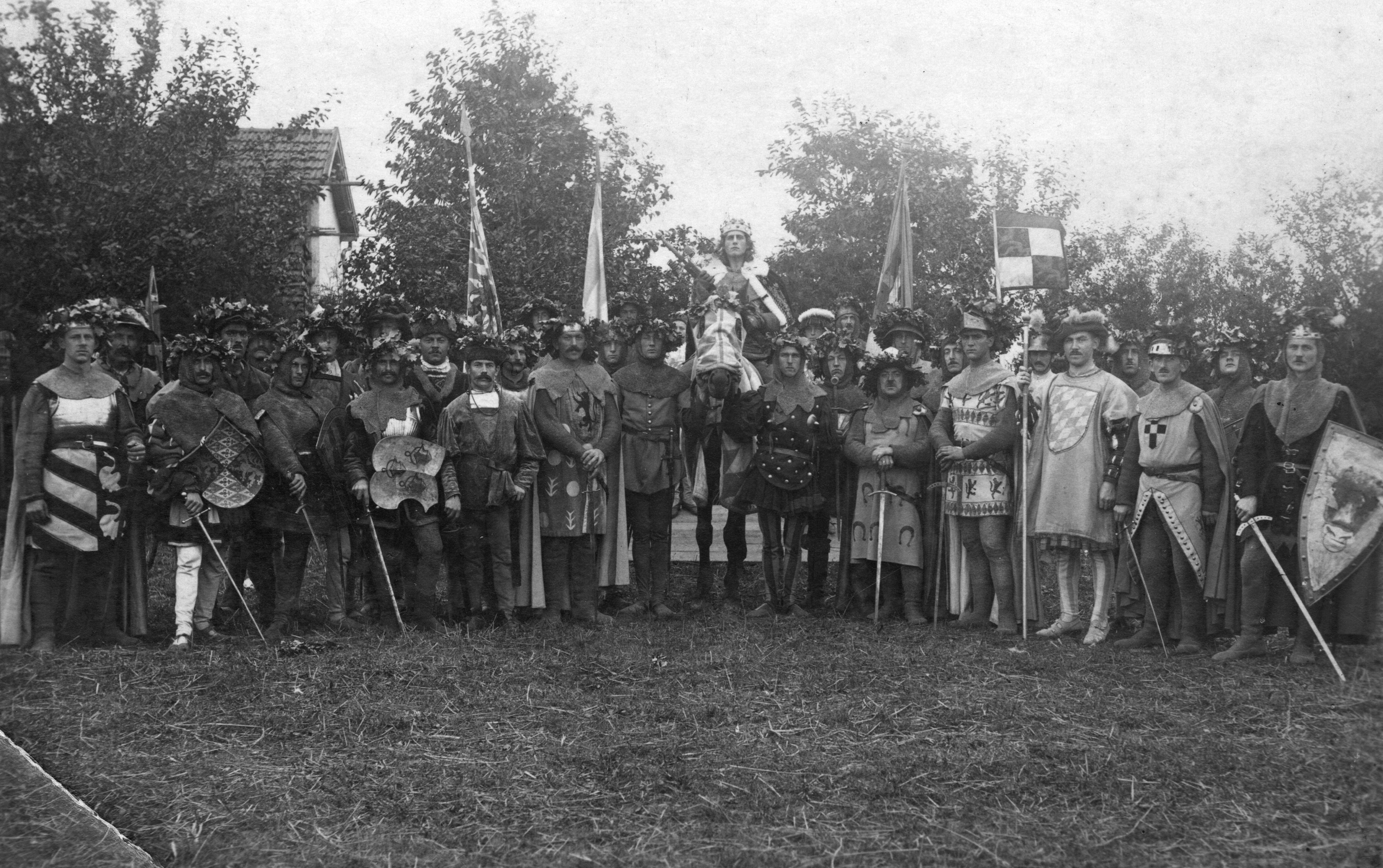
1922er Ensemble mit Friedrich Basil als Ludwig.

In nur fünf Monaten zwischen der Freigabe des Stückes und der Erstaufführung studierte der renommierte Münchner Theaterregisseur und Schauspiellehrer Friedrich Basil das Stück ein. Neben Laien aus Ampfing und Umgebung gab es nur einen Berufsschauspieler im Ensemble, Hans Imfeld vom Münchner Nationaltheater, der die Rolle des Ludwig übernahm.

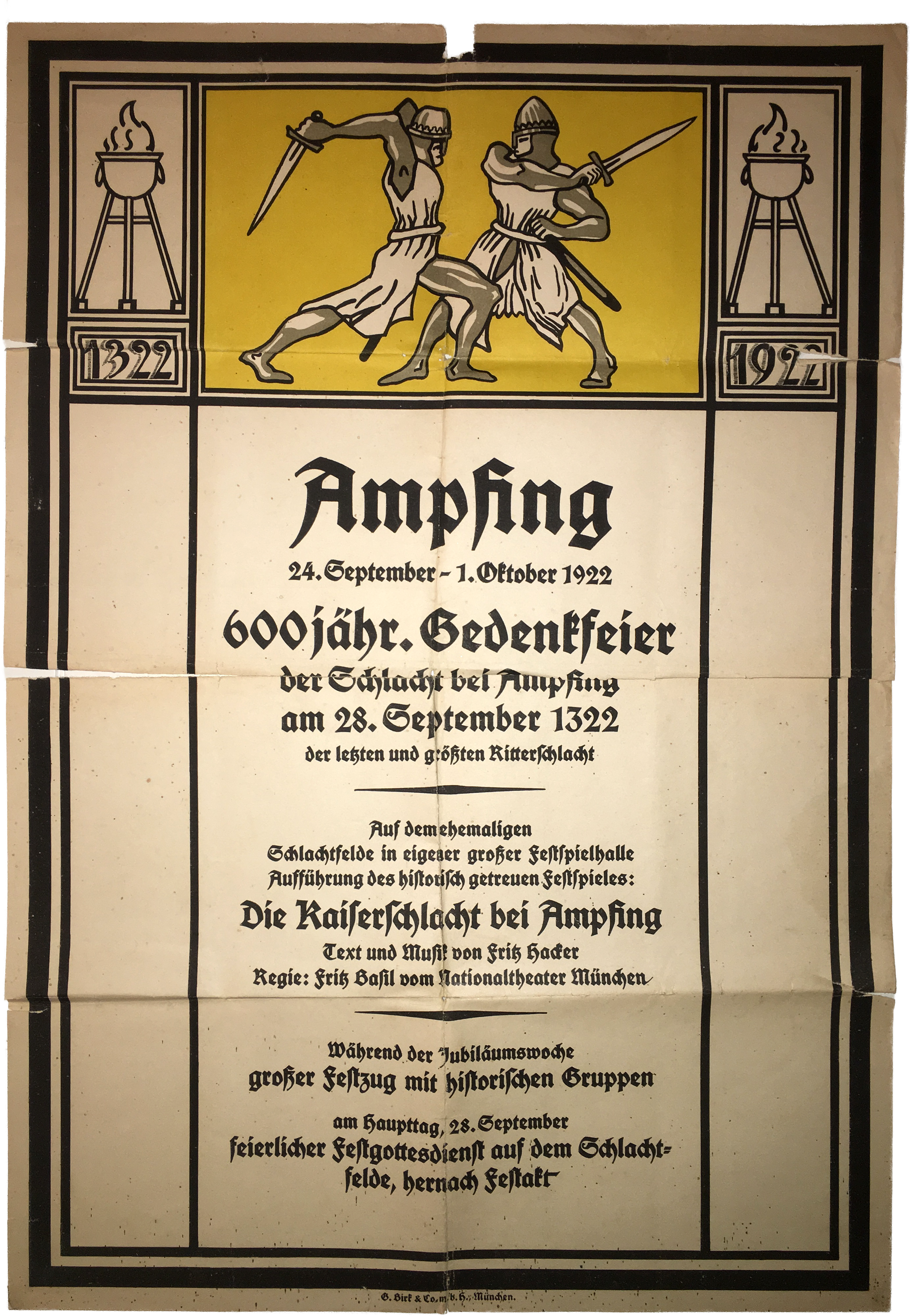
Werbeplakat für die Theateraufführung 1922.

Eigens für das Schauspiel wurde am Festplatz eine Festspielhalle errichtet, die bis in die 1980er Jahre hinein als Lagerhalle genutzt wurde.
Zwischen dem 24. September und dem 1. Oktober 1922 wurde das Stück insgesamt 16 mal aufgeführt. Hackers Titel Kaiserschlacht ist historisch nicht ganz korrekt, da die Kontrahenten zum Zeitpunkt des Geschehens zwar „römische“ Könige, nicht jedoch Kaiser waren.

### 1988: Die Schlacht bei Ampfing
Durch seine Erwähnung in der Notitia Arnonis feierte Ampfing im Jahr 1988 sein 1200-jähriges Jubiläum, das mit zahlreichen Veranstaltungen umrahmt wurde. Rechtsanwalt Heinz Huber setzte sich dafür ein, das zu diesem Zeitpunkt weitgehend in Vergessenheit geratene Theaterstück Fritz Hackers als Freilichttheater wiederaufzuführen.

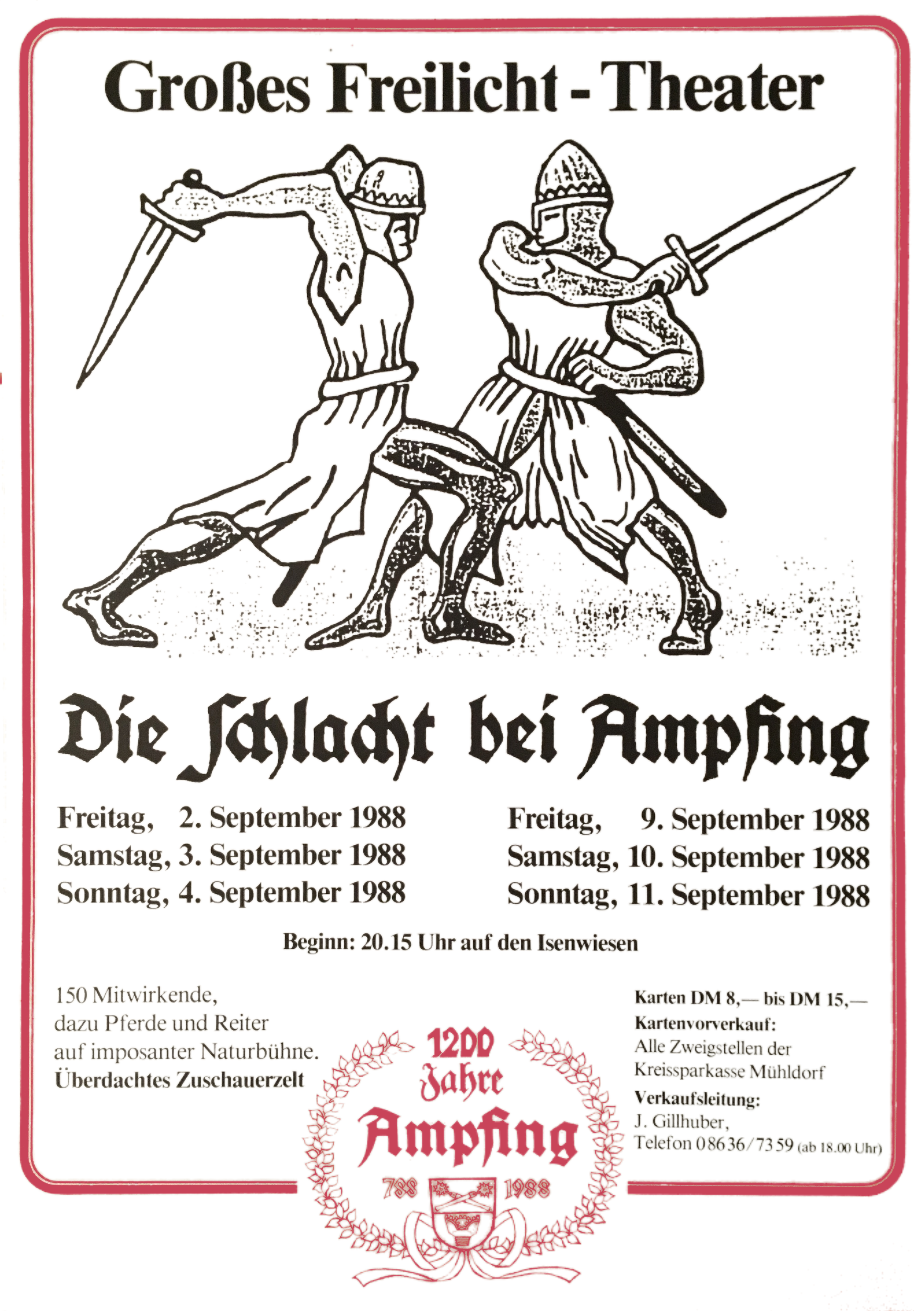
Werbeplakat für die Theateraufführung 1988.

Auf einer Naturbühne inszenierte die Kraiburger Regisseurin Hannelore Rechtenwald das Ensemble, das vollständig aus Laien bestand. Auch die Theatergewerke wurden ehrenamtlich von Ampfingern übernommen. Staatsminister a. D. Marcel Huber, der Bruder des Initiators, übernahm damals beispielsweise die Requisiten-Abteilung. Insgesamt waren mehr als 150 mittelalterlich kostümierte Darsteller zu sehen, dazu Pferde und Schaukämpfer. Die ca. 9000 Karten verteilt auf neun Veranstaltungen waren bereits Wochen im Voraus ausverkauft.

### 2022: 1322 – Die Schlacht bei Ampfing
Anknüpfend an die Tradition von 1922 und 1988 entschied die Gemeinde Ampfing unter Bürgermeister Josef Grundner anlässlich der 700-jahrfeier der Schlacht Hackers Theaterstück erneut aufzuführen. Auf Basis ihres Konzepts wurden die Brüder Tobias und Dominikus Huber als Intendanten eingesetzt.
Als Regisseur wurde der als Schauspieler bekannte Moritz Katzmair eingesetzt, der zusammen mit den Intendanten das Stück modernisierte. Darüber hinaus wurden alle Rollen und Abteilungen ehrenamtlich von Laien aus Ampfing und den umliegenden Gemeinden übernommen.

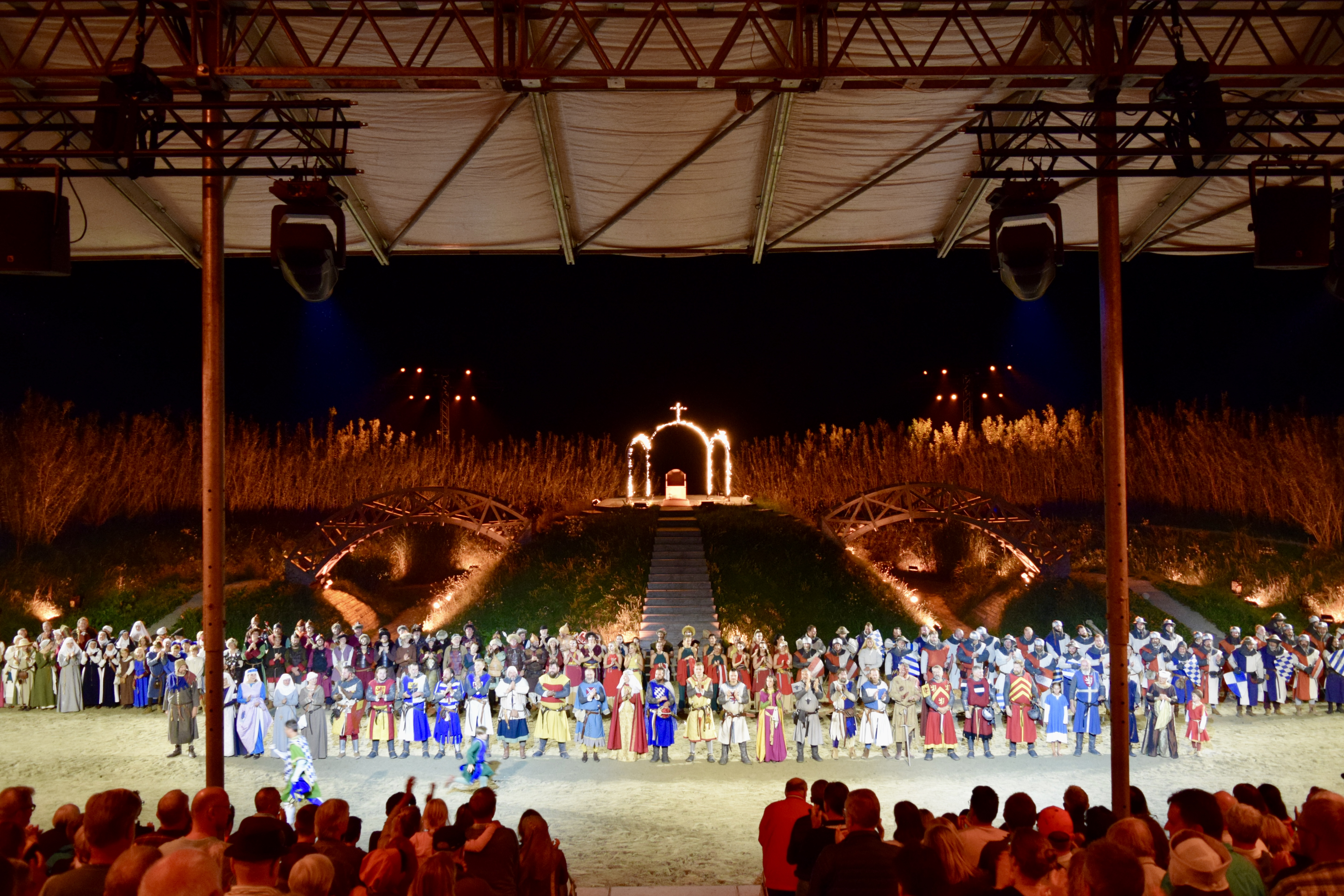
2022er Ensemble vor dem Freilicht-Bühnenbild mit brennender Königskrone.

Ähnlich wie 1988 wurde eine aufwändige Naturbühne gestaltet, die Platz für die 30 Reiter und mehr als 200 Komparsen bot, die als Schaukämpfer, Bogenschützen, Tänzer, Chorsänger, Musiker und Schauspieler zu sehen waren. Insgesamt waren mehr als 600 Bürger der 7000-Einwohner-Gemeinde aktiv an dem Projekt beteiligt. Mittels eines historischen Heerlagers auf dem Theatergelände konnten Besucher schon vor Beginn des Stücks ins Mittelalter eintauchen. Die Veranstalter legten dabei großen Wert darauf, dass Requisiten, Kostüme, Verpflegung und Getränke soweit möglich historischen Vorlagen entsprachen. So wurde beispielsweise eigens ein Gruytbier gebraut und Businen gefertigt.

An 12 Aufführungstagen sahen mehr als 18.000 Menschen das Theater. Kritiker und Zuschauer zeigten sich durchwegs beeindruckt von der Leistung der Theaterlaien und dem Konzept des mittelalterlichen Heerlagers. Unter den Gästen waren neben zahlreichen Politikern auch zahlreiche Gesandte von Familien, deren Vorfahren an der Schlacht beteiligt gewesen waren, unter anderem von Wittelsbach, Habsburg, Grießenbeck und Gumppenberg.

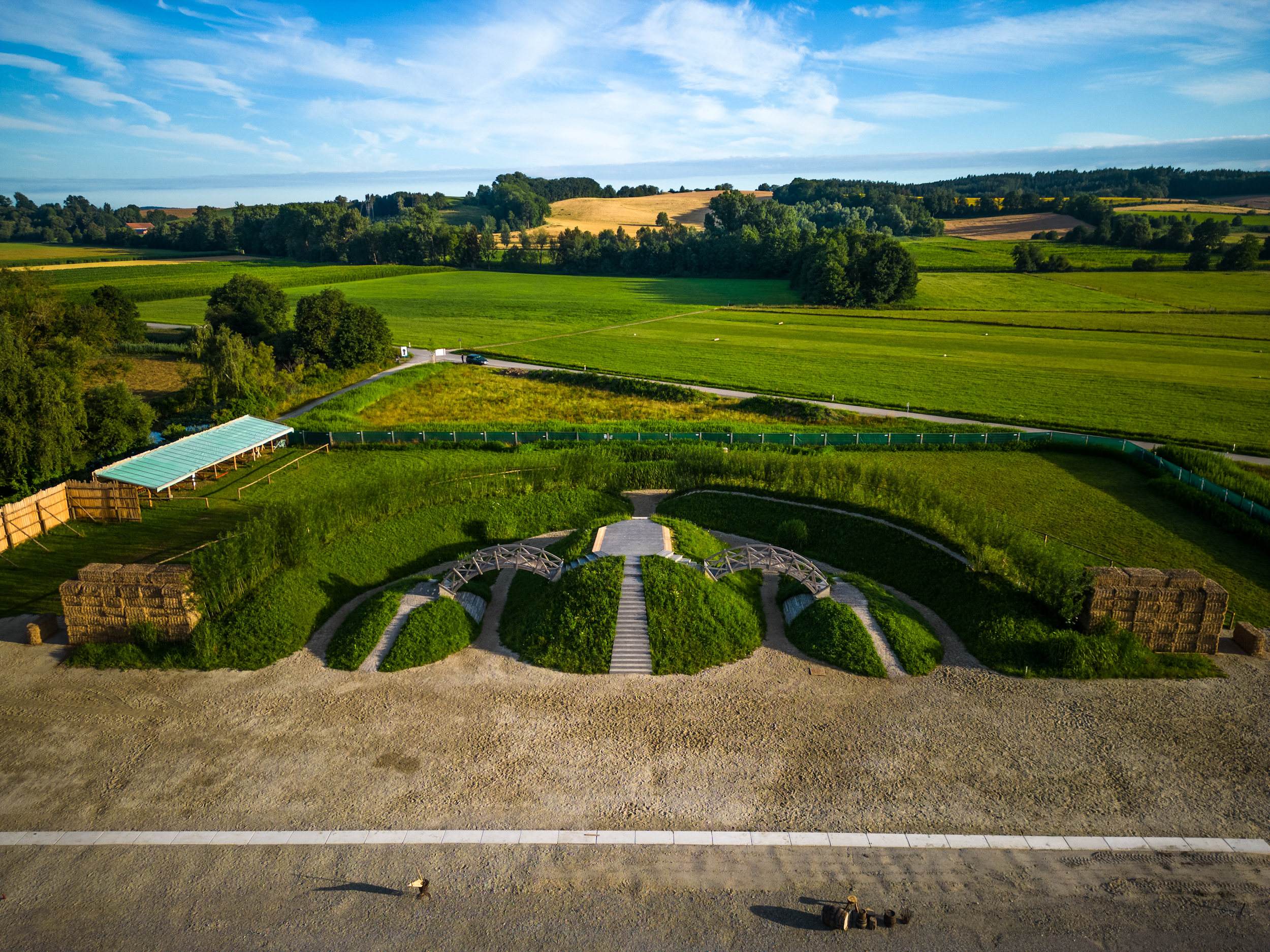
Das eigens für die Inszenierung 2022 errichtete Bühnenbild vor der Kulisse des Isentals.

## Namensgebung
Während man 1922 noch fest von einer Schlacht nahe Ampfing ausgegangen ist, deuten archäologische Bodenfunde der letzten Jahrzehnte darauf hin, dass das Hauptschlachtgeschehen 1322 nicht in unmittelbarer Nähe des Ortes stattgefunden hat. Die verstärkte Lokalisierung der Schlacht in dem bayerischen Ort Ampfing (im Gegensatz zum damals salzburgischen Mühldorf am Inn) geht auf Johannes Aventinus zurück. In Bezug auf den Titel des Originalstücks von Fritz Hacker wurde 2022 auf eine Umbenennung verzichtet.